# 時間 (単位)
時間（じかん）または時（じ、記号:h）は、時間の非SI単位である。ただしSI併用単位（国際単位系（SI）と併用できる非SI単位）である。なお、SIや日本の計量法では、単位の名称は「時」のみであって「時間」ではない。
日本語では、時刻については時（じ）の呼称が用いられ、時間間隔を言うときは通常「時間」の呼称を用いる。また同じ漢字で時（とき）と読む言葉は、昔の日本の時法における単位である。十二時辰、あるいは以下の不定時法の節を参照されたい。
1時間は、歴史的には地球における1日（より正確には1平均太陽日）の 1/24 の時間間隔として定義されてきた。現在は、秒が時間の基本単位であるので、1時間は「秒の3600倍」と定義される。1時間は60分である。
単位記号の h は、1948年の第9回国際度量衡総会（CGPM）の決議7によって定められたものである。かつてはhr などが用いられたことがあったが、国際単位系（SI）および日本の計量法体系では、記号「h」のみが認められており、それ以外の記号は用いてはならない。
光時は、時の字が使われているが時間の単位ではなく長さの単位である。

## 歴史
各地の古代文明（エジプト、メソポタミア、インダス、黄河）で使われ出した時間の分割は、日の出と日の入（あるいは夜明けと日暮れ）の間を12分割、もしくは1日を12の2倍で24分割した物であった。12の12倍で144分割ではなかった。いずれにしても分割は12の倍数によるものであり、これは月や方角などにも用いられてきた。
現在の時間の定義が定まるまで、以下のように定義は変遷した。

### 不定時法
当初は、日の出から日の入まで（あるいは夜明けから日暮れまで）の 1/12 が1時間（日本では、1/6 が1時（とき））とされた。よって、季節によってその長さが大きく変わり、昼の1時間（1とき）は夏は長く冬は短くなる。また、緯度によっても変わることになるが、人の行動範囲が狭い間はこれについては問題にならなかった。この時法を不定時法という。東アジアでは、近世まで不定時法が用いられていた。

### 定時法
後に、視太陽日（正午から次の正午までの間、または日暮れから次の日暮れまでの間）の 1/24 が1時間とされた。これにより、季節による1時間の長さの変動は小さくなったが、それでも視太陽日の長さは季節によりわずかに異なるので、月に数度、時計を調整する必要があった。
その後、平均太陽日の 1/24 を1時間とするようになった。これで、1時間の長さは常に一定になったと思われたが、地球の自転は一定ではなく、10-8オーダーの変動（1日 = 86400秒につき1～2ミリ秒程度）があることがわかり、この定義も使用されなくなった。以降の定義の変遷および「1日の長さ」については、「秒」「閏秒」「地球の自転」を参照のこと。